# Litsea elongata
Litsea elongata är en lagerväxtart som först beskrevs av Christian Gottfried Daniel Nees von Esenbeck, och fick sitt nu gällande namn av Benth. & Hook. f.. Litsea elongata ingår i släktet Litsea och familjen lagerväxter.

## Underarter
Arten delas in i följande underarter:
- L. e. faberi
- L. e. subverticillata